# Dominikanci
Dominikanci (latinsko: Ordo praedicatorum, slovensko: Red pridigarjev - kratica: OP) so katoliški red bratov pridigarjev, ki ga je ustanovil sveti Dominik v 13. stoletju. V Sloveniji so prisotni v  Petrovčah.
Slovenski dominikanci so upravno priključeni Hrvaški dominikanski provinciji. Na Slovenskem se ukvarjajo se z upravljanjem župnije, sprejemajo vernike, ki romajo v baziliko Obiskanja Device Marije, ustanovili pa so tudi društvo Znamenje, ki izdaja revijo za teološka, filozofska, sociološka in kulturna vprašanja.